# Gertrude de Bade
Gertrude de Bade, née avant 1160 et morte avant 1225 est une margravine de Bade de naissance et comtesse de Dabo  par mariage. Elle est la fille du margrave Hermann III de Bade et de sa femme, Bertha de Lorraine.

## Mariages et descendance
Gertrude se marie en 1180 avec Albert II de Dabo-Moha (décédé en 1212). Ensemble, ils ont deux fils, Henri et Guillaume, et une fille, Gertrude (décédée en 1225). Les deux fils sont tués lors d'un tournoi à Andain en 1202, de sorte que la famille noble des Etichonides s'éteint dans la lignée masculine avec Albert II en 1211. Gertrude devient alors héritière du comté de Dabo.
Sa fille Gertrude se marie en 1206 avec le duc Thiébaud Ier de Lorraine. En 1217, elle épouse en secondes noces le comte Thibaut IV de Champagne, qui est également le roi de Navarre de 1234 connu sous le nom de Thibaut Ier de Navarre. Cependant, Thibaut la répudie avant 1223. En 1224, elle épousa son troisième mari, Simon III de Sarrebruck et Linage (décédé en 1234/36), le fils du comte Frédéric II de Sarrebruck et Linage. À sa mort, sans postérité, son troisième mari, Simon de Linage, hérite du comté de Dabo, créant ainsi la ligne Linage-Dabo.